# Цауня, Александр
Алекса́ндр Ца́уня (латыш. Aleksandrs Cauņa; 19 января 1988, Даугавпилс) — латвийский футболист, полузащитник. Выступал в национальной сборной Латвии.
С четырнадцати лет проходил обучение в футбольной академии «Сконто». В восемнадцать лет начал профессиональную карьеру, став игроком рижского клуба «Олимп». Через полгода вернулся в «Сконто», где провёл несколько сезонов. В 2009 году провёл четыре месяца в аренде в английском клубе «Уотфорд». С 2011 года выступал за московский ЦСКА, заключив пятилетний контракт с клубом.
В юношеской сборной Латвии с 2004 года, в 2007 году стал игроком национальной сборной. Из-за травм не выступал в сборной с 2013 года.

## Биография
Александр Цауня родился 19 января 1988 года в латвийском городе Даугавпилсе. В четырёхлетнем возрасте решил поднять отцовскую гантель, которая упала на правую ногу, после чего долго испытывал боль в месте удара. От этого пинать мяч в детстве он начал преимущественно левой ногой. Нога зажила, но привычка осталась. И во взрослой карьере Цауня, хотя и правша, является «левоногим» футболистом (игроком, у которого левая нога развита значительно лучше правой).
В детстве мечтал играть за футбольный клуб «Динабург», так как за этот клуб играл его дед. В семилетнем возрасте был записан в детско-юношескую спортивную школу города Даугавпилс. Учился в школе № 12, одной из двух школ города, преподавание в которых шло на латышском языке. Отправить его в латышскую школу было решением родителей, хотя вся семья Цауни говорила по-русски. Латышский язык он выучил хорошо только тогда, когда переехал в Ригу.
В 14 лет переехал в Ригу, стал тренироваться в академии футбольного клуба «Сконто» и учиться в гимназии Натальи Драудзини. Адаптация на новом месте шла нелегко, в первую очередь из-за того, что в гимназии преподавали только на латышском языке, и все ученики разговаривали только на латышском, в то время как в Даугавпилсе школа хоть и была латышской, но на переменах все разговаривали на русском. Сблизиться с одноклассниками помог школьный футбольный турнир. В команде его класса не хватало игроков, и школьный друг Цауни Марис Арайс пригласил его. Турнир был выигран, после чего все ближайшие годы его команда становилась чемпионами школы.

## Клубная карьера

### «Олимп», «Сконто», «Уотфорд»
В четырнадцать лет Цауня успешно прошёл просмотр в рижский «Сконто», после чего стал тренироваться в его академии. За молодёжный состав выступал до конца 2005 года. В восемнадцать лет начал карьеру профессионального футбольного игрока. В январе 2006 года присоединился к команде «Олимп», которая была составлена из игроков нескольких рижских клубов, и играла в чемпионате Первой лиги Латвии. Уже в мае вернулся в «Сконто». В ноябре 2006 года был отправлен клубом по программе стажировки в римский «Лацио». Уже в следующем сезоне Цауня стал игроком основного состава рижского клуба. В сезоне 2007 года отыграл 22 игры из 28 и забил четыре гола. Его гол команде «Юрмала» стал победным. В следующем сезоне 2008 года также сыграл 22 игры из 28 и забил три гола. Стабильная игра полузащитника вызвала к нему интерес в английской Премьер-лиге.
В январе 2008 по приглашению «Челси» отправился в Англию, где тренировался с дублем лондонского клуба в течение недели. Но «Челси» не стал подписывать Цауню. В июле футболистом заинтересовалась другая английская команда, «Фулхэм». Игрок прибыл на недельный просмотр, и понравился тренеру Рою Ходжсону, но стороны не смогли договориться. Однако в Англию он всё же уехал. Через полгода, в январе 2009 года Цауня был арендован английским клубом «Уотфорд», выступавшем в чемпионате футбольной лиги. За «шершней» провёл пять игр и забил один гол. По окончании аренды вернулся в «Сконто». Летом 2010 года находился на просмотре в английском клубе «Блэкпул», однако «приморцам» он не подошёл.
Вернувшись из «Уотфорда» в «Сконто», Цауня не смог сразу же помочь команде, пропустив матч в квалификации Лиги Европы с североирландским «Портадауном» из-за травмы. Но быстро вернувшись в строй, стал постоянным игроком основы команды. В сезоне 2010 года был удостоен звания лучшего игрока месяца сентября в Высшей лиге Латвии, а в ноябре получил приз от Unibet, как лучший футболист сезона в «Сконто». Лучшего игрока выбирали онлайн-голосованием среди болельщиков, опросом журналистов и опросом тренеров. Каждая группа выбирала троих лучших игроков. И тренеры, и журналисты на первое место поставили Цауню.

### ЦСКА

#### Начало. Переквалификация в опорника
В январе 2011 года Цауня провёл предсезонный сбор с московским ЦСКА. Главный тренер «армейцев» Леонид Слуцкий после сбора так охарактеризовал его: «На первом сборе Цауня произвёл очень приятное впечатление: это обученный, быстрый и хорошо готовый технически универсальный игрок группы атаки, который может выступать и в центральной зоне, и на обеих фланговых позициях». По итогам просмотра Цауня был арендован на полгода с эксклюзивным правом выкупа.
Дебют состоялся 17 февраля 2011 года в матче Лиги Европы против греческого ПАОКа. На матч Цауня вышел в футболке с номером «19». Ранее этот номер в ЦСКА принадлежал его соотечественнику Юрису Лайзансу, который также играл и в ЦСКА, и в «Сконто», и в сборной Латвии. В ответном матче с ПАОКом 22 февраля Цауня почувствовал дискомфорт в области задней поверхности бедра, и был заменён. Проведя в запасе четвертьфинал и финал Кубка России, Цауня стал обладателем первого своего трофея в ЦСКА.
27 июня 2011 подписал официальный контракт с клубом сроком на пять лет. Первый гол забил 18 октября 2011 года в Лиге чемпионов в матче против турецкого «Трабзонспора». 11 декабря 2011 года был признан лучшим игроком года в Латвии. В январе 2012 года на тренировочном сборе в испанском Кампоаморе Цауня травмировался: перелом пятой плюсневой кости стопы. Пришлось делать операцию. Восстановление заняло около двух месяцев. За сезон 2011/12 игрок появился на поле 18 раз и стал бронзовым призёром чемпионата России.
Летом 2012 года ЦСКА приобрёл полузащитника Эльма, и Цауне могло не найтись места в стартовом составе. Однако, благодаря тому, что Леонид Слуцкий переквалифицировал его из атакующего полузащитника в опорника, Цауня начал с первой минуты 16 матчей из 19 и лишь один матч из трёх пропустил из-за дисквалификации, получив две жёлтые карточки в выездном матче с «Анжи». Он забил четыре гола и отдал несколько голевых передач. В декабре 2012 вновь, второй раз подряд, был признан лучшим игроком года в Латвии. По окончании сезона 2012/13 в составе ЦСКА стал чемпионом России, а также обладателем Кубка России. На этот раз закрепился в стартовом составе, провёл в Кубке России все матчи за ЦСКА, который начинает с 1/16, пропустив только полуфинал; причём в 1/16 забил в ворота «Томи» победный гол.

#### Два года травм
В межсезонье 2013 года Цауня вместе с командой принял участие в коммерческом турне по Китаю. В последней игре этого турне он снова получил перелом пятой плюсневой кости правой стопы. Вновь восстановление заняло около двух месяцев. Но всего через месяц после восстановления, в конце сентября 2013 года, сломал палец уже на левой ноге. Изначально прогноз на восстановление был месяц, но в итоге приступить к тренировкам игрок смог лишь на январском сборе, пропустив около четырёх месяцев. И на этом же сборе Цауня травмировался опять. Диагноз на этот раз: эдема мыщелка правой большеберцовой кости, восстановление заняло более восьми месяцев. Ежемесячно врачебный штаб прогнозировал скорое возвращение игрока к тренировкам, но каждый раз срок откладывался. Цауня перенёс несколько операций на плюсневых костях стопы, после каждой из которых требовалась длительная реабилитация. Лишь к декабрю 2014 вернулся в строй. В общей сложности он пропустил полтора года. Не проведя ни одного полноценного тренировочного сбора, в феврале 2015 года Цауня вновь травмировался с повреждением костной ткани правого голеностопного сустава и лишь через два месяца приступил к тренировкам в общей группе. Но вскоре на тренировке было получено повреждение, из-за которого Цауня выбыл до конца сезона. Врачебным штабом ЦСКА отмечалось, что повреждение капсульно-связочного аппарата левого голеностопа не связано с предыдущими травмами игрока.
Итого за два сезона 2013/14 и 2014/15 Цауня поучаствовал всего в 9 играх, в коротких перерывах между травмами и операциями. В сезоне 2013/14 он сыграл в четырёх турах, с шестого по девятый; ЦСКА выиграл три из них. Так что, несмотря на последовавшую травму, Цауня стал в том сезоне чемпионом России во второй раз. В сезоне 2014/15 он сыграл в пяти играх, все игры выйдя на замену, что позволило ему стать серебряным призёром чемпионата. Многие источники, включая официальный сайт ЦСКА, перечисляя титулы Цауни, указывают Суперкубок России 2014, хотя в этом матче он не участвовал ни на поле, ни в качестве запасного игрока.

#### После возвращения в строй
Пропустив из-за травм в общей сложности почти два года, Цауня тем не менее восстановился к сезону 2015/16, и принял участие в игре второго тура сезона 2015/16 против «Крыльев Советов». 23 сентября забил гол и сравнял счёт в матче 1/16 финала Кубка России против иркутского «Байкала», а в дополнительное время Кирилл Панченко принёс армейцам победу. 11 января 2017 года по обоюдному согласию сторон контракт с клубом был расторгнут.

## Карьера в сборной
В составе латвийской юношеской сборной U17 дебютировал 19 апреля 2004 года в матче «Бельгия — Латвия», закончившемся ничьей 1:1. За U17 сыграл шесть матчей, забил один гол; три раза сыграл за U19 и дважды за U21. В составе сборной U19 участвовал на Мемориале Гранаткина в 2006 году.
Во взрослую сборную Латвии Цауня впервые был вызван в 2007 году. Дебют состоялся 2 июня 2007 года в матче против сборной Испании. В 2010 году, в четвёртом матч отборочного цикла чемпионата Европы-2012, играя против сборной Грузии, и проигрывая, команда Латвии лишь в компенсированное время спаслась от поражения благодаря акробатическому удару Цауни с линии штрафной через себя в угол ворот. В 2011 году главный тренер сборной Латвии Александр Старков сказал, что Цауня является главным латвийским футбольным талантом. Но травмы и последовавшее восстановление в течение 2013—2015 годов приостановили его карьеру в национальной сборной.

## Стиль игры
Цауня считает, что его успехи — это не столько результат какого-то врождённого таланта, сколько то, что он с самого детства очень много работал с мячом. Игру Цауни характеризует хорошая техника работы с мячом, высокая скорость бега, умение принимать правильные решения и сильные дальние удары. К недостаткам можно отнести то, что правая нога тренирована хуже левой, а также слабую игру головой.
Один из голов Цауни, победный гол «Крыльям Советов» 26 августа 2012 года, был забит сильным ударом через треть поля. Цауня и ранее неоднократно показывал своей игрой, что имеет хорошо поставленный дальний удар. К примеру, сезоном ранее в самом начале своей карьеры за ЦСКА, играя домашний матч в Лиге чемпионов против «Лилля», он нанёс несколько дальних ударов. После гола «Крыльям Советов» футбольные эксперты, журналисты и комментаторы довольно регулярно стали упоминать дальний удар Цауни как значимую черту его манеры игры. К примеру, подобным ударом Цауня забил гол «Томи» в Кубке России 26 сентября 2013 года, и комментатор воскликнул: «Ну и пушка!»

## Личная жизнь
Зарабатываемые футболом деньги предпочитает тратить на семью. Во время игрового сезона не употребляет алкоголь, хотя не является его противником. В отпуске позволяет себе выпить, предпочитает немецкие сорта пива, из литовских — «Švyturys», из латвийских «Lido». По завершении карьеры футболиста хотел бы стать детским тренером.
В феврале 2013 дал небольшое интервью журналу «Плейбой-Латвия», которое вызвало бурное обсуждение в соцсетях, в котором рассказал, как футболисты в Москве отдыхают. Позже Цауня пояснил, что журналист исказил его слова, в которых он не осуждал партнёров по команде, а рассказывал латвийскому журналисту про разницу в уровне жизни Латвии и Москвы.

## Достижения

### Командные[7]
«Сконто»
- Чемпион Латвии: 2010.
- Бронзовый призёр чемпионата Латвии: 2006, 2008, 2009.
- Финалист Кубка Латвии: 2006.

ЦСКА
- Чемпион России (3): 2012/13, 2013/14, 2015/16
- Серебряный призёр чемпионата России: 2014/15.
- Бронзовый призёр чемпионата России: 2011/12.
- Обладатель Кубка России (2): 2010/11, 2012/13.

### Личные
- Лучший молодой игрок чемпионата Латвии: 2006[48].
- Футболист года в Латвии: 2011, 2012[49].

## Статистика

### Клубная
| Клуб          | Сезон     | Чемпионат | Чемпионат | Кубок | Кубок | Суперкубок | Суперкубок | Еврокубки | Еврокубки | Всего | Всего |
| Клуб          | Сезон     | Игры      | Голы      | Игры  | Голы  | Игры       | Голы       | Игры      | Голы      | Игры  | Голы  |
| ------------- | --------- | --------- | --------- | ----- | ----- | ---------- | ---------- | --------- | --------- | ----- | ----- |
| Олимп         | 2006      | 10        | 2         | 2     | 0     | 0          | 0          | 0         | 0         | 12    | 2     |
| Олимп         | Итого     | 10        | 2         | 2     | 0     | 0          | 0          | 0         | 0         | 12    | 2     |
| Сконто        | 2006      | 10        | 2         | 0     | 0     | 0          | 0          | 1         | 0         | 11    | 2     |
| Сконто        | 2007      | 22        | 4         | 2     | 1     | 0          | 0          | 2         | 0         | 26    | 5     |
| Сконто        | 2008      | 22        | 1         | 2     | 0     | 0          | 0          | 0         | 0         | 24    | 1     |
| Сконто        | 2009      | 11        | 4         | 0     | 0     | 0          | 0          | 2         | 0         | 13    | 4     |
| Сконто        | 2010      | 12        | 5         | 1     | 1     | 0          | 0          | 0         | 0         | 13    | 6     |
| Сконто        | Итого     | 77        | 16        | 5     | 2     | 0          | 0          | 5         | 0         | 87    | 18    |
| Уотфорд       | 2008/2009 | 5         | 1         | 0     | 0     | 0          | 0          | 0         | 0         | 5     | 1     |
| Уотфорд       | Итого     | 5         | 1         | 0     | 0     | 0          | 0          | 0         | 0         | 5     | 1     |
| ЦСКА (Москва) | 2011/12   | 18        | 0         | 1     | 0     | 0          | 0          | 7         | 1         | 26    | 1     |
| ЦСКА (Москва) | 2012/13   | 25        | 3         | 4     | 1     | 0          | 0          | 2         | 0         | 31    | 4     |
| ЦСКА (Москва) | 2013/14   | 4         | 0         | 0     | 0     | 0          | 0          | 1         | 0         | 5     | 0     |
| ЦСКА (Москва) | 2014/15   | 5         | 0         | 1     | 0     | 0          | 0          | 2         | 0         | 8     | 0     |
| ЦСКА (Москва) | 2015/16   | 9         | 0         | 2     | 1     | 0          | 0          | 2         | 0         | 13    | 1     |
| ЦСКА (Москва) | 2016/17   | 0         | 0         | 0     | 0     | 0          | 0          | 0         | 0         | 0     | 0     |
| ЦСКА (Москва) | Итого     | 61        | 3         | 8     | 2     | 0          | 0          | 14        | 1         | 83    | 6     |
| РФС           | 2017      | 2         | 0         | 1     | 0     | 0          | 0          | 0         | 0         | 3     | 0     |
| РФС           | Итого     | 2         | 0         | 1     | 0     | 0          | 0          | 0         | 0         | 3     | 0     |
| Всего         | Всего     | 156       | 22        | 16    | 4     | 0          | 0          | 19        | 1         | 191   | 27    |

### Международная
| Матчи и голы Цауни за сборную Латвии | Матчи и голы Цауни за сборную Латвии | Матчи и голы Цауни за сборную Латвии | Матчи и голы Цауни за сборную Латвии | Матчи и голы Цауни за сборную Латвии | Матчи и голы Цауни за сборную Латвии | Матчи и голы Цауни за сборную Латвии |
| №                                    | Дата                                 | Оппонент                             | Счёт                                 | Голы                                 | Соревнование                         |                                      |
| ------------------------------------ | ------------------------------------ | ------------------------------------ | ------------------------------------ | ------------------------------------ | ------------------------------------ | ------------------------------------ |
| 1                                    | 2 июня 2007                          | Испания                              | 0:2                                  | -                                    | Отборочные матчи на ЧЕ-2008          |                                      |
| 2                                    | 6 июня 2007                          | Дания                                | 0:2                                  | -                                    | Отборочные матчи на ЧЕ-2008          |                                      |
| 3                                    | 6 февраля 2008                       | Грузия                               | 3:1                                  | -                                    | Товарищеский матч                    |                                      |
| 4                                    | 30 мая 2008                          | Эстония                              | 1:0                                  | -                                    | Кубок Балтии                         |                                      |
| 5                                    | 1 июня 2008                          | Литва                                | 2:1                                  | -                                    | Кубок Балтии                         |                                      |
| 6                                    | 11 октября 2008                      | Швейцария                            | 1:2                                  | -                                    | Отборочные матчи на ЧМ-2010          |                                      |
| 7                                    | 15 октября 2008                      | Израиль                              | 1:1                                  | -                                    | Отборочные матчи на ЧМ-2010          |                                      |
| 8                                    | 12 ноября 2008                       | Эстония                              | 1:1                                  | -                                    | Товарищеский матч                    |                                      |
| 9                                    | 28 марта 2009                        | Люксембург                           | 4:0                                  | 1                                    | Отборочные матчи на ЧМ-2010          |                                      |
| 10                                   | 1 апреля 2009                        | Люксембург                           | 2:0                                  | -                                    | Отборочные матчи на ЧМ-2010          |                                      |
| 11                                   | 12 августа 2009                      | Болгария                             | 0:1                                  | -                                    | Товарищеский матч                    |                                      |
| 12                                   | 5 сентября 2009                      | Израиль                              | 1:0                                  | -                                    | Отборочные матчи на ЧМ-2010          |                                      |
| 13                                   | 9 сентября 2009                      | Швейцария                            | 2:2                                  | 1                                    | Отборочные матчи на ЧМ-2010          |                                      |
| 14                                   | 10 октября 2009                      | Греция                               | 2:5                                  | -                                    | Отборочные матчи на ЧМ-2010          |                                      |
| 15                                   | 14 октября 2009                      | Молдова                              | 3:2                                  | -                                    | Отборочные матчи на ЧМ-2010          |                                      |
| 16                                   | 15 ноября 2009                       | Гондурас                             | 1:2                                  | -                                    | Товарищеский матч                    |                                      |
| 17                                   | 11 августа 2010                      | Чехия                                | 1:4                                  | 1                                    | Товарищеский матч                    |                                      |
| 18                                   | 3 сентября 2010                      | Хорватия                             | 0:3                                  | -                                    | Отборочные матчи на ЧЕ-2012          |                                      |
| 19                                   | 7 сентября 2010                      | Мальта                               | 2:0                                  | -                                    | Отборочные матчи на ЧЕ-2012          |                                      |
| 20                                   | 8 октября 2010                       | Греция                               | 0:1                                  | -                                    | Отборочные матчи на ЧЕ-2012          |                                      |
| 21                                   | 12 октября 2010                      | Грузия                               | 1:1                                  | 1                                    | Отборочные матчи на ЧЕ-2012          |                                      |
| 22                                   | 9 февраля 2011                       | Боливия                              | 1:3                                  | 1                                    | Товарищеский матч                    |                                      |
| 23                                   | 4 июня 2011                          | Израиль                              | 1:2                                  | 1                                    | Отборочные матчи на ЧЕ-2012          |                                      |
| 24                                   | 7 июня 2011                          | Австрия                              | 1:3                                  | -                                    | Товарищеский матч                    |                                      |
| 25                                   | 10 августа 2011                      | Финляндия                            | 0:2                                  | -                                    | Товарищеский матч                    |                                      |
| 26                                   | 2 сентября 2011                      | Грузия                               | 1:0                                  | 1                                    | Отборочные матчи на ЧЕ-2012          |                                      |
| 27                                   | 6 сентября 2011                      | Греция                               | 1:1                                  | 1                                    | Отборочные матчи на ЧЕ-2012          |                                      |
| 28                                   | 7 октября 2011                       | Мальта                               | 2:0                                  | -                                    | Отборочные матчи на ЧЕ-2012          |                                      |
| 29                                   | 11 октября 2011                      | Хорватия                             | 0:2                                  | -                                    | Отборочные матчи на ЧЕ-2012          |                                      |
| 30                                   | 1 июня 2012                          | Литва                                | 5:0                                  | 1                                    | Кубок Балтии                         |                                      |
| 31                                   | 3 июня 2012                          | Финляндия                            | 1:1                                  | -                                    | Кубок Балтии                         |                                      |
| 32                                   | 22 мая 2012                          | Польша                               | 0:1                                  | -                                    | Товарищеский матч                    |                                      |
| 33                                   | 7 сентября 2012                      | Греция                               | 1:2                                  | 1                                    | Отборочные матчи на ЧМ-2014          |                                      |
| 34                                   | 11 сентября 2012                     | Босния и Герцеговина                 | 1:4                                  | -                                    | Отборочные матчи на ЧМ-2014          |                                      |
| 35                                   | 12 октября 2012                      | Словакия                             | 1:2                                  | -                                    | Отборочные матчи на ЧМ-2014          |                                      |
| 36                                   | 16 октября 2012                      | Лихтенштейн                          | 2:0                                  | -                                    | Отборочные матчи на ЧМ-2014          |                                      |
| 37                                   | 6 февраля 2013                       | Япония                               | 0:3                                  | -                                    | Товарищеский матч                    |                                      |
| 38                                   | 22 марта 2013                        | Лихтенштейн                          | 1:1                                  | 1                                    | Отборочные матчи на ЧМ-2014          |                                      |
| 39                                   | 6 сентября 2013                      | Литва                                | 2:1                                  | -                                    | Отборочные матчи на ЧМ-2014          |                                      |
| 40                                   | 10 сентября 2013                     | Греция                               | 0:1                                  | -                                    | Отборочные матчи на ЧМ-2014          |                                      |
| 41                                   | 16 ноября 2014                       | Нидерланды                           | 0:6                                  | -                                    | Отборочные матчи на ЧЕ-2016          |                                      |
| 42                                   | 3 сентября 2015                      | Турция                               | 1:1                                  | -                                    | Отборочные матчи на ЧЕ-2016          |                                      |
| 43                                   | 6 сентября 2015                      | Чехия                                | 1:2                                  | -                                    | Отборочные матчи на ЧЕ-2016          |                                      |
| 44                                   | 10 октября 2015                      | Исландия                             | 2:2                                  | 1                                    | Отборочные матчи на ЧЕ-2016          |                                      |
| 45                                   | 13 октября 2015                      | Казахстан                            | 0:1                                  | -                                    | Отборочные матчи на ЧЕ-2016          |                                      |

Итого: 45 матчей / 12 голов; 13 побед, 9 ничьих, 23 поражения.
| Год   | Отборочные матчи ЧМ | Отборочные матчи ЧМ | Финальные матчи ЧМ | Финальные матчи ЧМ | Отборочные матчи ЧЕ | Отборочные матчи ЧЕ | Финальные матчи ЧЕ | Финальные матчи ЧЕ | Кубок Балтии | Кубок Балтии | Товарищеские матчи | Товарищеские матчи | Всего | Всего |
| Год   | Игры                | Голы                | Игры               | Голы               | Игры                | Голы                | Игры               | Голы               | Игры         | Голы         | Игры               | Голы               | Игры  | Голы  |
| ----- | ------------------- | ------------------- | ------------------ | ------------------ | ------------------- | ------------------- | ------------------ | ------------------ | ------------ | ------------ | ------------------ | ------------------ | ----- | ----- |
| 2007  | 0                   | 0                   | 0                  | 0                  | 2                   | 0                   | 0                  | 0                  | 0            | 0            | 0                  | 0                  | 2     | 0     |
| 2008  | 2                   | 0                   | 0                  | 0                  | 0                   | 0                   | 0                  | 0                  | 2            | 0            | 2                  | 0                  | 6     | 0     |
| 2009  | 6                   | 2                   | 0                  | 0                  | 0                   | 0                   | 0                  | 0                  | 0            | 0            | 2                  | 0                  | 8     | 2     |
| 2010  | 0                   | 0                   | 0                  | 0                  | 4                   | 1                   | 0                  | 0                  | 0            | 0            | 1                  | 1                  | 5     | 2     |
| 2011  | 0                   | 0                   | 0                  | 0                  | 5                   | 3                   | 0                  | 0                  | 0            | 0            | 3                  | 1                  | 8     | 4     |
| 2012  | 4                   | 1                   | 0                  | 0                  | 0                   | 0                   | 0                  | 0                  | 2            | 1            | 1                  | 0                  | 7     | 2     |
| 2013  | 3                   | 1                   | 0                  | 0                  | 0                   | 0                   | 0                  | 0                  | 0            | 0            | 1                  | 0                  | 4     | 1     |
| 2014  | 0                   | 0                   | 0                  | 0                  | 1                   | 0                   | 0                  | 0                  | 0            | 0            | 0                  | 0                  | 1     | 0     |
| 2015  | 0                   | 0                   | 0                  | 0                  | 4                   | 1                   | 0                  | 0                  | 0            | 0            | 0                  | 0                  | 4     | 1     |
| Всего | 15                  | 4                   | 0                  | 0                  | 16                  | 5                   | 0                  | 0                  | 4            | 1            | 10                 | 2                  | 45    | 12    |